# Baby Alone in Babylone
| Оценки критиков | Оценки критиков |
| Источник        | Оценка          |
| --------------- | --------------- |
| Allmusic        | [ 1 ]           |

Baby Alone in Babylone — студийный альбом Джейн Биркин, выпущенный в 1983 году. Он стал первым альбомом, созданным в сотрудничестве Биркин с Сержем Генсбуром с момента их расставания. Фотографию к альбому сделал Мишель де Рувилль. В 1984 году релиз получил статус золотого.

## Список композиций
- Музыка и слова Сержа Генсбура
- В «Baby Lou» слова Сержа Генсбура, музыка Алена Шамфорта[англ.] и Мишеля Пелая. Ранее эта песня появлялась на альбоме Шамфорта 1977 года Rock'n rose[фр.].
- В «Baby alone in Babylone» слова Сержа Генсбура, музыка по мотивам 3-й части 3-й симфонии Иоганнеса Брамса

1. «Baby Lou»
2. «Fuir le bonheur de peur qu’il ne se sauve»
3. «Partie perdue»
4. «Norma Jean Baker»
5. «Haine pour aime»
6. «Overseas telegram»
7. «Con c’est con ces consequences»
8. «En rire de peur d'être obligée d’en pleurer»
9. «Rupture au miroir»
10. «Les dessous chics»
11. «Baby alone in Babylone»

## Участники записи
- Джейн Биркин — вокал
- Алан Паркер — гитара
- Брайан Оджерс — бас-гитара
- Дуги Райт — ударные
- Алан Хокшоу — клавишные, аранжировки, дирижёр
- Джим Лоулесс — перкуссия

Технический персонал
- Филипп Леришхомм — продюсер
- Дик Плант, Доминик Бланк-Франкард — звукорежиссёр
- Мишель де Рувилль — фотография